# Fuerte Negley

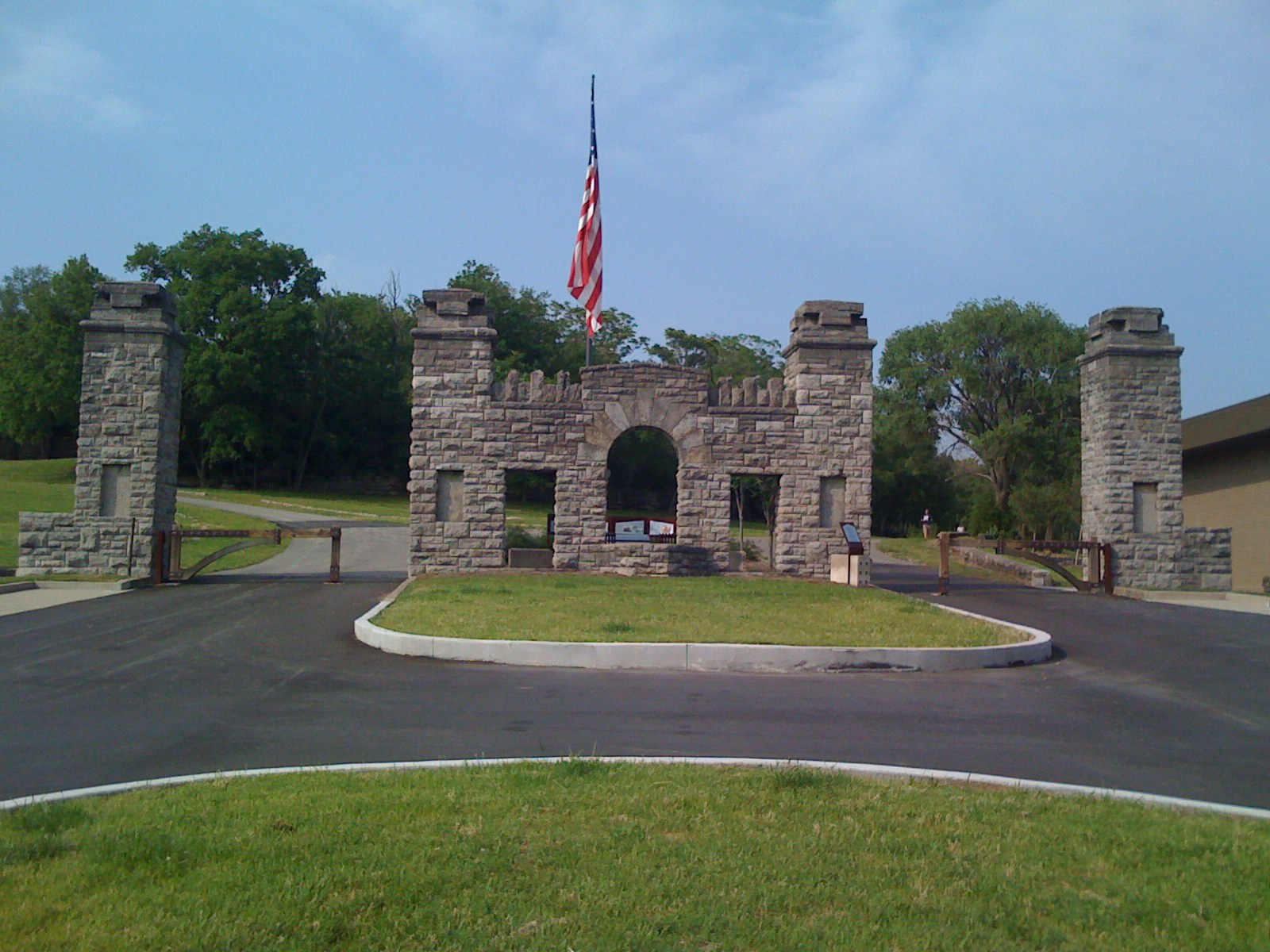
Entrada al parque del fuerte Negley.

El fuerte Negley (en inglés: Fort Negley) fue una fortificación construida para la guerra civil americana, ubicado aproximadamente a dos millas (tres kilómetros) al sur del centro de Nashville, Tennessee, Estados Unidos.

## Historia

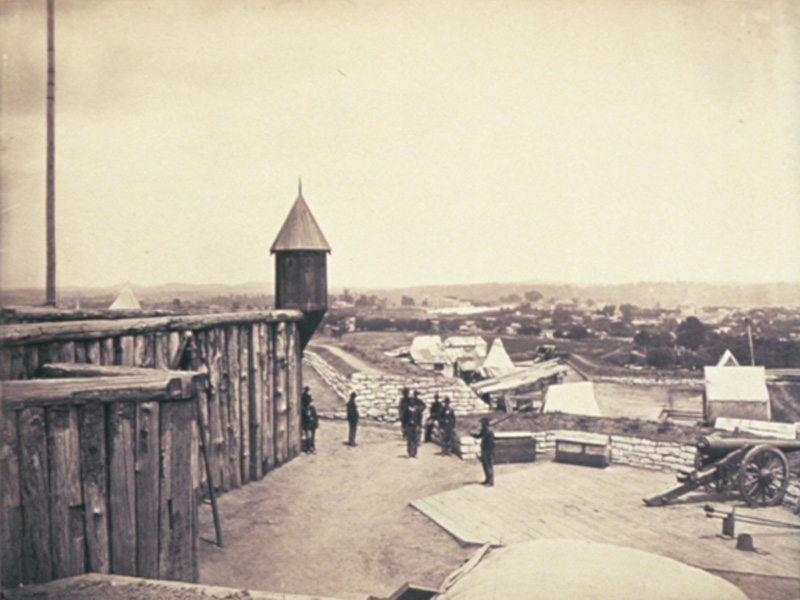
El fuerte en 1864.

Una vez que las fuerzas de la Confederación fueron derrotados por los fuertes Henry y Donelson en febrero de 1862, los comandantes de la Confederación decidieron que cualquier esfuerzo adicional en la defensa de Nashville no tendría sentido, y se abandonó cualquier intento de mantener detrás de Nashville sus líneas. Fue casi inmediatamente ocupado por fuerzas de la Unión, que rápidamente comenzaron los preparativos para su defensa. Una de las fortificaciones más elaboradas fue Negley Fort, una estructura de piedra caliza de bloques en forma de estrella sobre una colina al sur de la ciudad. La construcción de la fortaleza fue supervisado por el capitán James St. Clair Morton. Fue construido en gran parte con el trabajo de los esclavos locales, recién liberados que habían acudido a Nashville, una vez que fue tomada por fuerzas de la Unión con el entendimiento de que su condición de esclavos debía ser revocada iban a trabajar para la Unión, y por negros libres reclutados a la fuerza para el trabajo.
Poco después de la guerra, el fuerte fue abandonado y cayó en la ruina, sin embargo, su contorno puede ser fácilmente discernido por muchos años después. Durante el período de la Reconstrucción, el área fue utilizada como lugar de encuentro para el Ku Klux Klan.
En la década de 1930 la Works Progress Administration (WPA) hizo un gran proyecto de la restauración de Fort Negley. Sin embargo, casi simultáneamente con la realización de este proyecto fue la entrada de Estados Unidos en la Segunda Guerra Mundial. Ni la mano de obra, los fondos, o el interés estaba disponible en el momento de reabrir la fortaleza como un centro histórico o interpretativo.
- Datos: Q5471744
- Multimedia: Fort Negley / Q5471744